# VQ-7
7ème Escadron de reconnaissance aérienne
Le Fleet Air Reconnaissance Squadron VQ-7 ou VQ-7, connu sous le nom de "Roughnecks", est un escadron de reconnaissance aérienne chargée de la formation des équipages et basée à la Tinker Air Force Base en Oklahoma. Il fait partie de la communauté TACAMO de l'US Navy, dont la mission est de permettre au président des États-Unis et au secrétaire à la Défense de communiquer directement avec les sous-marins, les bombardiers et les silos de missiles de l'arsenal nucléaire des États-Unis pendant une guerre nucléaire.

## Historique
Le TACAMO a dû élargir son programme de formation pour inclure tous les postes d'équipage. Anciennement connue sous le nom de Naval Training Support Unit (unité de soutien à la formation navale), et créée en tant que Fleet Replacement Squadron  le 11 février 2000, le VQ-7 est le commandement de la Strategic Communications Wing One (en).Son objectif  est de fournir un flux constant d'équipages hautement qualifiés aux escadrons opérationnels de TACAMO, VQ-3 (en) et VQ-4 (en), sur le E-6B Mercury et le Boeing IDS, .